# Тимелія-темнодзьоб білощока
Тиме́лія-темнодзьо́б білощока (Zosterornis latistriatus) — вид горобцеподібних птахів родини окулярникових (Zosteropidae). Ендемік Філіппін.

## Опис
Довжина птаха становить 15 см. Верхня частина тіла оливково-зелена, нижня частина тіла жовтувато-кремова, сильно поцяткована темними смугами. Обличчя кремово-біле, через очі проходять чорні смуги.

## Поширення і екологія
Білощокі тимелії-темнодзьоби є ендеміками острова Панай. Вони живуть у вологих гірських і хмарних тропічних лісах. Зустрічаються на висоті від 1100 до 1900 м над рівнем моря, переважно на висоті понад 1400 м над рівнем моря.

## Збереження
МСОП класифікує стан збереження цього виду як близький до загрозливого. Білощоким тимеліям-темнодзьобам загрожує знищення природного середовища.